# 玛丽亚·德莱昂

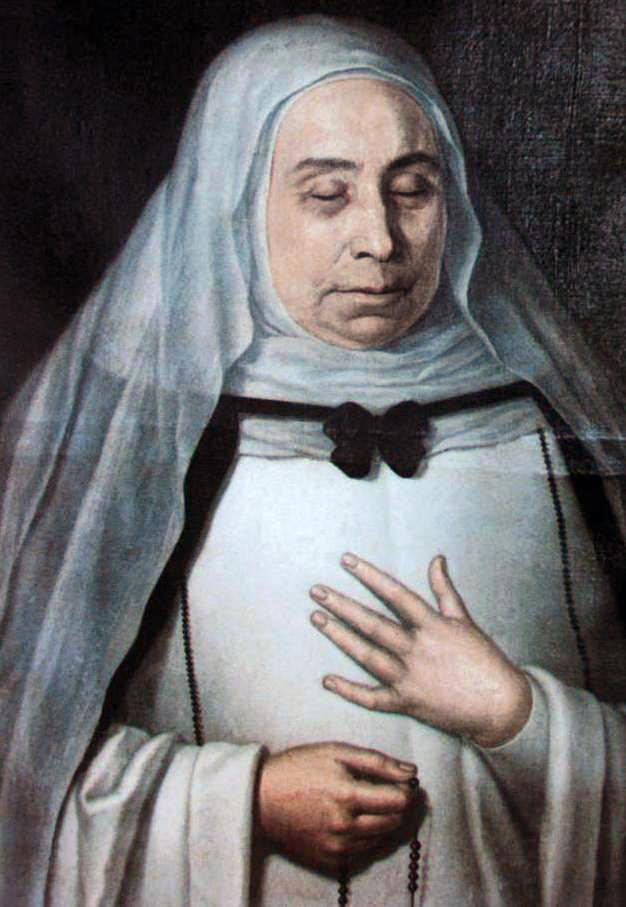
玛丽亚·德莱昂·德尔加多

玛丽亚·德莱昂·德尔加多（西班牙語：María de León y Delgado，別號或，1643年3月23日—1731年2月15日），生於西班牙特内里费岛，是一名天主教修女和神秘主義者。
她行使過的神蹟包括：半空飄浮、與神對話、同時出現於兩個地方、頭頂發光等等。她死後，遺體並沒有腐化，並安放於圣克里斯托瓦尔-德拉拉古纳聖卡塔利娜修道院內，每年2月15日開放給成千上万的善信參拜。

## 圖集

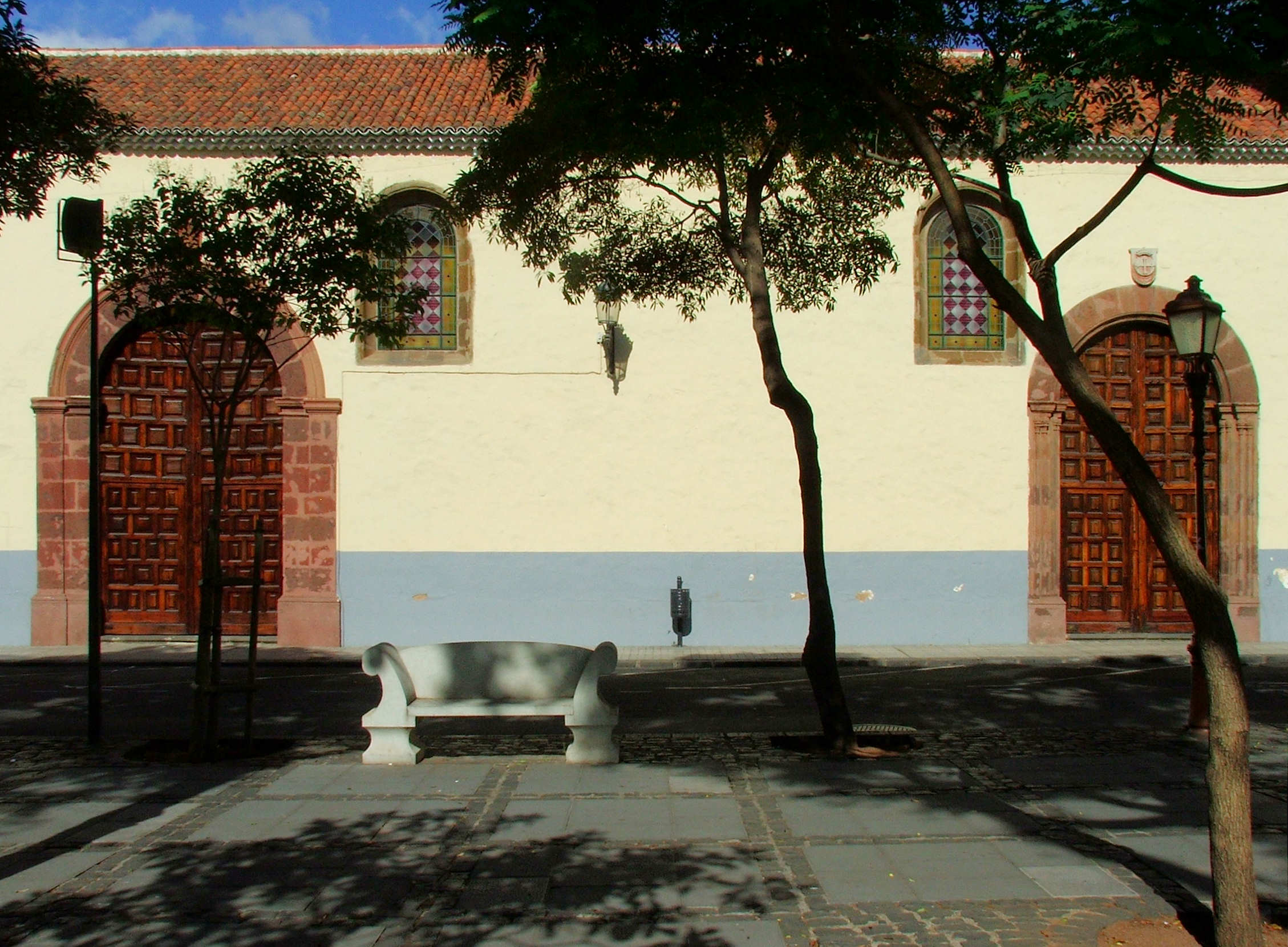
卡塔利娜修道院，圣克里斯托瓦尔-德拉拉古纳
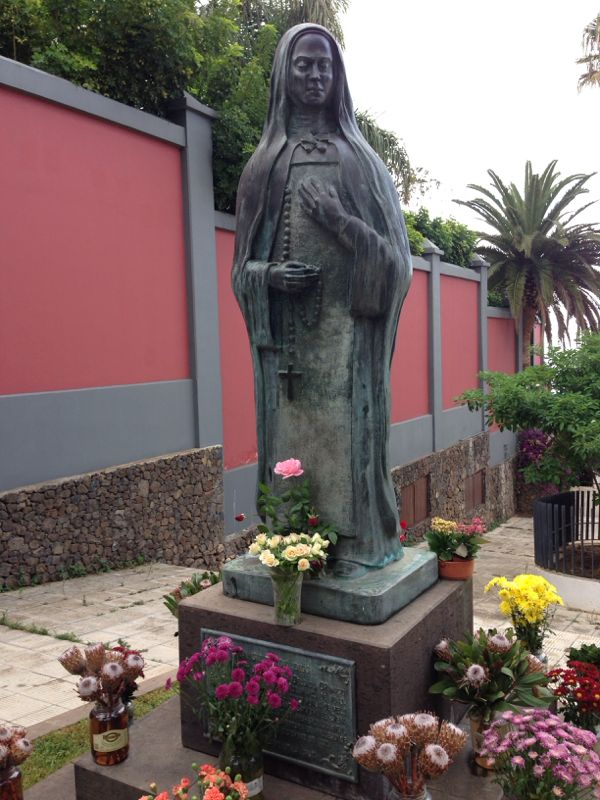
德莱昂的出生地，宗教雕像旁边
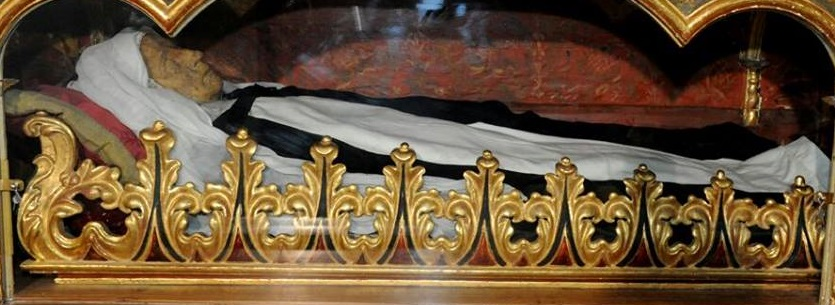
德莱昂的遗体